# Barleeia carpenteri
Barleeia carpenteri är en snäckart som beskrevs av Bartsch 1920. Barleeia carpenteri ingår i släktet Barleeia och familjen Barleeiidae. Inga underarter finns listade i Catalogue of Life.